# تیان‌زو
امپراتور تیان‌زو (به چینی:遼天祚帝 ؛۵ ژوئن ۱۰۷۵ – ۱۱۲۸ یا ۱۱۵۶) آخرین امپراتور دودمان لیائو بود. او در ۱۲ فوریه ۱۱۰۱ میلادی جانشین پدربزرگش - دائوزونگ - شد و تا ۲۶ مارس ۱۱۲۵ سلطنت کرد.

## یورش جورچن‌ها
در ۱۱۱۵ میلادی مردم جورچن (در منچوری) دودمان جین را تأسیس کردند. آنان سپس با دودمان سونگ علیه لیائو متحد شدند و به قلمرو آن در مغولستان دست‌اندازی نمودند. در همان سال کودتای ناموفق توسط فرماندهان نظامی لیائو علیه امپراتور انجام شدند. شورشیان تصمیم داشتند عموی امپراتور را به سلطنت بنشانند اما موفق به این کار نشدند. جورچن‌ها در ۱۱۱۷ میلادی وارد منچوری شدند و پایتخت لیائو را در سال ۱۱۲۰ تسخیر کردند.
در ۱۱۲۱ کودتایی دیگر علیه امپراتور انجام شد با این هدف که پسر وی را به جایش به سلطنت برسانند. این کودتا نیز ناموفق بود. در ۱۱۲۲ امپراتور تیان‌زو به پکن گریخت. این شهر نیز در اوایل سال بعد به دست جورچن‌ها افتاد.

## سقوط دودمان لیائو
در ۱۱۲۳ میلادی جورچن‌ها کاخ امپراتور را در جنوب هوهوت تصرف کرده و اعضای خانوادهٔ او را اسیر کردند. تیان‌زو برای پناهندگی به شیای غربی گریخت اما در ۱۱۲۵ میلادی بدست نیروهای جورچن اسیر شد و بدین ترتیب، دودمان لیائو از میان رفت.